# Mellichgletscher
Der Mellichgletscher ist ein Gebirgsgletscher östlich von Zermatt in den Walliser Alpen, im Kanton Wallis, Schweiz. Im Jahr 1973 wurde eine Länge von 3,4 km ermittelt, die Fläche betrug 5,32 km².
Seinen Ursprung hat der Mellichgletscher auf einer Höhe von über 4000 m westlich des vergletscherten Bergkamms zwischen dem Rimpfischhorn im Süden und dem Allalinhorn im Norden. Am firnbedeckten Allalinpass (3564 m) ist er mit dem Allalingletscher verbunden. Der Mellichgletscher neigt sich mit einem gleichmäßigen Gefälle von etwa 20 bis 25 % gegen Westen und endet mit zwei Zungenlappen, voneinander durch einen Felsgrat getrennt, auf ungefähr 3000 m Höhe. Das Schmelzwasser wird von Mellichbach und Täschbach zur Matter Vispa geführt.
In seinem Hochstadium während der Kleinen Eiszeit um die Mitte des 19. Jahrhunderts bildete der Mellichgletscher zusammen mit dem südlich angrenzenden Längfluhgletscher eine ausgedehnte Eisfläche an der Westflanke des Rimpfischhorns und erstreckte sich noch über einen Kilometer weiter talwärts.